# سعد العامر
سعد صالح عامر سعد العامر (ولد في 28 أبريل 1991 في المنامة، البحرين) لاعب كرة قدم دولي بحريني يجيد اللعب في مركز المهاجم. يلعب حاليا لصالح الحد الذي ينافس في الدوري البحريني الممتاز منذ 2020.

## الإنجازات

### الرفاع
- الدوري البحريني الممتاز (1): 2014
- كأس ملك البحرين (1): 2010
- كأس الاتحاد البحريني (1): 2014

## روابط خارجية
- سعد العامر على موقع قاعدة بيانات كرة القدم.إي يو (الإنجليزية)
- سعد العامر على موقع Soccerway.com (الإنجليزية)